# شیما مهری
شیما مهری متولد ۱۱ دی ماه سال ۱۳۵۸ در تهران است. او اولین زن ایرانی موتور سوار است که ۱۲ ساعت بدون وقفه ۸۰۵ کیلومتر و ۱۹ ساعت بدون وقفه ۱۷۰۰ کیلومتر موتور سواری کرده‌است. همچنین اولین زنی است که عنوان سرپرست کاپیتان گروه موتورسواران هارلی دیودسون را به خود اختصاص داده است. وی عضو رسمی فدراسیون موتورسواران امارات متحده نیز می‌باشد .

## زندگی‌نامه

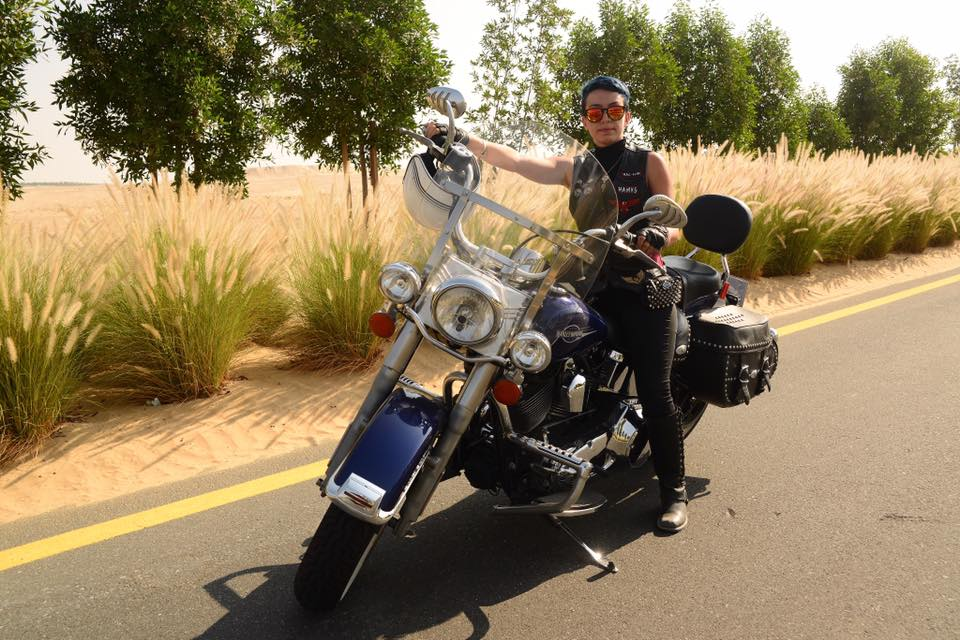
شیما مهری در حال فیلم برداری

شیما متولد یازده دی ماه سال ۱۳۵۸ در تهران و نخستین فرزند یک خانواده ۵ نفری است. وی هم‌اکنون ساکن دبی است و موتورسواری را به صورت کاملاً حرفه ایی دنبال می‌کند. در کنار موتورسواری او به عنوان مدل مجری مترجم و همچنین مدرس ریاضی مشغول به فعالیت می‌باشد.

## دلیل انتخاب این رشته
شیما مهری در دوران کودکی سفری به اتریش داشت. وی می‌گوید علاقه شدید او به موتورسواری در همان دوران طفولیت در او شکل گرفته‌است. در اتریش دختران موتورسوار بسیاری را در آن دوران ملاقات کرده و همین امر باعث شد که آرزوی موتورسوار شدن را در سرپروراند. علاقه شدید او به سرعت سرانجام او را به این رشته هدایت کرد.

## فعالیت حرفه‌ای
وی فعالیت حرفه ایی خود را از سال ۲۰۰۸ درست زمانی که از ایران به امارات مهاجرت کرد، شروع نمود. اولین موتور او اسپرتسر ۸۰۳ هارلی دیویدسون بود. در سال ۲۰۱۲ اولین چالش موتورسواری خود را انجام داد. در مدت ۱۲ ساعت ۸۰۵ کیلومتر را بدون وقفه موتوسواری کرد و عنوان اولین زنی که در خاورمیانه این چالش را انجام داده اسم خود را به ثبت رساند. در سال ۲۰۱۴ عنوان اولین زن کاپیتان و لیدر گروه موتورسواران را در خاورمیانه کسب کرد. در سال ۲۰۱۵ دومین چالش موتورسواری خود را، راید کردن ۱۷۰۰ کیلومتر در ۱۹ ساعت بدون توقف بود به انجام رسانید؛ و موفق شد نام خود را در فهرست Long Distance Rider به ثبت برساند. در اول آوریل سال ۲۰۱۶ تصمیم گرفت تا بار دیگر نام خود را به عنوان اولین زن دنیا و دومین موتور سوار که موفق به انجام راید به مسافت ۲۵۰۰ کیلومتر در مدت ۲۴ ساعت بدون توقف بود به ثبت برساند که بعد از طی ۱۰۰۰ کیلومتر به دلیل بدی شرایط جوی و طوفان شن دچار سانحه شد و تصادف شدید کرد؛ و دچار شکستگی در ستون مهره گردید؛ ولی این مسئله نتوانست مانع او از ادامه این رشته شود و بعد از دوماه دوباره به جاده برگشت. در ماه مه سال ۲۰۱۶ عنوان اولین و تنها زن سرپرست کاپیتان‌های گروه موتورسواران هارلی دیوید سون را از آن خود کرد.

## تورهای جهانی
شیما مهری در سال ۲۰۱۳ در کشورهای اتریش و مجارستان مسافتی حدود ۲۰۰۰ کیلومتر را در مدت ۳ هفته با موتور زیر پا گذاشته است. همچنین در سال ۲۰۱۴ تمام مسیر روت ۶۶ آمریکا را در مدت دو هفته موتورسواری کرده‌است.